# 인천 학대 여아 탈출 사건
인천 학대 여아 탈출 사건은 인천광역시에서 2015년에 2년 동안 친부와 계모에 의해 감금되어 학대당하던 여아(당시 11세)가 탈출하여 발견된 사건이다. 이 아동이 장기 결석자로 밝혀지면서 전국 초등학교를 대상으로 장기 결석자 실태 조사가 이뤄졌고, 추가로 오랫동안 밝혀지지 않은 아동 학대 사건이 밝혀지게 되었다.

## 전개
2015년 12월 12일에 인천에서 친부와 계모에 의하여 2년 동안 집에 감금되어 학대와 폭행을 당하던 11세 피해 여아 A는 너무 배가 고파 2층의 세탁실에서 가스 배관을 타고 집을 탈출하였다. 슈퍼마켓에서 과자를 훔쳐 먹던 A를 발견한 주인은 겨울에 반팔과 반바지를 입고 또래에 비해 지나치게 마른 모습을 수상하게 여겨 경찰에 신고했고, 피해자는 신고를 받고 출동한 경찰에 발견되어 구출되었다. 친부 B와 계모 C는 A가 탈출했다는 사실을 알고 달아났으나 경찰에 의해 검거되었다. 경찰은 B와 C에 대해 A를 감금하고 상습적으로 폭행한 혐의로 전격 구속하였고, 같은 집에 살면서 폭행에 가담하던 D도 같은 혐의로 전격 구속하였다.
피해자는 2012년 8월까지는 경기도 부천시의 한 초등학교에 다녔으나 부천시의 다른 동네로 이사한 뒤부터는 학교에 출석하지 못했다. 피해자가 다니던 학교는 피해자가 7일 동안 무단 결석하자 출석을 독촉하는 통지문을 보내고, 피해자가 거주하던 지역의 주민센터에 이를 통보하였다. 부천교육지원청과 경기도교육청에 차례로 결석 사실이 보고되었으나 피해자의 가족이 전입 신고를 하지 않아 소재가 파악되어 않았다.
친부 B는 대법원에 상고하지 않아 2016년 7월  징역 10년이 확정되었고, 대법원은 2016년 10월 계모 C에 대해 징역 10년을 선고한 원심을 확정하였다. 또한 C의 친구 D에 대해서도 원심과 같이 징역 4년이 확정되었다.

## 영향
피해자는 2년 동안 친부와 계모에 의해 학교에도 출석하지 못하고 집에 감금되어 학대를 당하였으나 그 사실이 전혀 외부에 알려지지 않아, 정당한 사유없이 장기 결석 중인 아동에 대한 학교와 정부의 대처가 부족함이 지적되었다. 이 사건을 계기로 교육부는 5,900개 전국 초등학교를 대상으로 장기 결석 아동에 대한 전수 조사를 실시하였으며, 중학교와 미취학 아동으로 대상을 확대하였다. 이 과정에서 부천 초등학생 토막 살인 사건, 부천 여중생 백골 살인 사건 등이 추가로 밝혀졌다. 